# Jack Lippes
Jack Lippes (* 19. Februar 1924 in Buffalo; † 7. Dezember 2022) war ein US-amerikanischer Gynäkologe.
Er studierte an der State University of New York at Buffalo, School of Medicine, und absolvierte 1947 als Medical Doctor. Von 1948 bis 1952 arbeitete Lippes am Buffalo General Hospital, am Lutheran Hospital in Cleveland, am Chicago Maternity Center, sowie an der Frauenklinik des Klinikums der University of Nebraska. Danach war er in eigener Niederlassung von 1952 bis 1985, mit einer Unterbrechung von 1954 bis 1956 durch den Militärdienst am National Naval Medical Center, tätig. Von 1975 bis 1999 war er Professor für Gynäkologie und Geburtshilfe an der State University of New York at Buffalo, School of Medicine. Seit 1999 war er emeritiert.
Lippes galt als ein Pionier für Familienplanung unter Verwendung von Intrauterinpessaren. Er entwickelte in den 1960er Jahren das so genannte Lippes Loop, ein trapez- und doppelt S-förmiges Pessar aus Plastik.
Jack Lippes war verheiratet und hatte drei Kinder.

## Ehrungen
Von 1972/73 war Jack Lippes Präsident der Society for the Scientific Study of Sex, 1977/78 der Association of Planned Parenthood Physicians, sowie von 1977 bis 1980 der Buffalo Academy of Medicine.